# Eyes Set to Kill (album)
Eyes Set to Kill è il sesto album in studio della band melodic metalcore americana Eyes Set to Kill.
Uscito il 16 febbraio 2018, è il primo album a non presentare la bassista Anissa Rodriguez, che è partita all'inizio del 2017. Break è stato il primo singolo estratto dall'album, Not Sorry il secondo. Le due canzoni sono uscite rispettivamente nel marzo del 2017 e nel febbraio del 2018.

## Tracce
1. Burn Down – 0:53
2. Die Trying – 3:35
3. Not Sorry – 3:46
4. Break – 3:08
5. Survive – 3:15
6. Never Forget – 3:36
7. Saved You With a Lie – 3:25
8. Devastated – 4:01
9. Letting Go – 3:45
10. Drift Away – 3:14
11. Misery – 3:08
12. Voices – 2:46
13. Who We Used to Be – 2:58